# Cen Chulan
Cen Chulan (xinès simplificat: 岑楚兰, pinyin: Cén Chǔlán; Guangdong, novembre de 1933) és una pedagoga xinesa, pionera de l'ensenyament del castellà a la República Popular de la Xina.
Es va criar a Vietnam, però amb la fi de la Guerra Civil Xinesa va retornar al país. Cen estudiava francés, però va començar a estudiar castellà el 1952, arran d'una Conferència Internacional celebrada a Beijing, i on hi havia entre 50 i 110 delegrats latinoamericans, on s'hi trobava Pablo Neruda. Davant la necessitat de tindre intérprets que parlaren castellà, es van reclutar estudiants de francés, que feren un curset ràpid impartit per Meng Fu, única persona al país que parlava castellà aleshores. Com a part d'un grup de quinze persones, Cen fon l'encarregada d'assistir la delegració xilena, i al cap de la colombiana, l'alcalde de Bogotà. Per aquelles dates, sols havien memoritzat unes cinc-centes paraules.
A finals del 1952 es funda el primer grup d'estudiants formals de l'idioma, format per sis persones a l'equip pedagògic, i vint-i-quatre alumnes. Des del febrer del 1953, Cen Chulan fon assistent del professor Meng Fu durant un any i mig, moment a partir del qual treballà com a professora formal. El 1955 rep classes de la primera professora nativa disponible, la republicana espanyola María Lecea, provinent de Rússia. A partir del triomf de la Revolució Cubana, es produeixen intercanvis d'estudiants i professors.
En aquells moments, els únics materials disponibles eren diccionaris que traduïen a l'anglés o el rus, a banda d'unes fotocòpies d'un diccionari realitzat a les Filipines amb termes en cantonés i xinés clàssic. El 1958 forma part del grup que creà el primer diccionari xinés-castellà, baix direcció de Meng Fu. Aquell diccionari es publica el 1959, i esdevingué el material de referència tant a la Xina Popular com a Taiwan, on va ser reimprés. El diccionari estigué en actiu durant 20 anys, fins que el 1982 es publica una segona versió amb més paraules.
El 1982, abandona la República Popular de la Xina per primera vegada, per estudiar a la Universitat Autònoma de Madrid. A banda de professora, també ha exercit com a intérpret, entre d'altres personalitats, del Che Guevara.
Una vegada retirada, ha rebut diferents reconeixements com la medalla del primer de maig, o l'orde d'Isabel la Catòlica.